# Ugo Capocchini
Ugo Capocchini (Barberino Val d'Elsa, 1901 – Firenze, 1980) è stato un pittore italiano.

## Biografia
Da Barberino Val d'Elsa si trasferisce a Firenze dove frequenta il liceo artistico e successivamente l'Accademia delle Belle Arti e la scuola di nudo del Circolo degli Artisti, dove incontra e conosce Pietro Annigoni.
Nel 1928 ha vinto il Premio Panerai per il suo lavoro "Nudo" presso la Galleria d'arte moderna di Firenze.
Gli anni trenta e quaranta, ha frequentato con gli artisti e scrittori del tempo il Caffè Le Giubbe Rosse.
Fra le mostre personali vanno ricordate nel 1950 la mostra personale nella Strozzina a Palazzo Strozzi a Firenze, nel 1961 la mostra personale presso la Galleria Vantaggio a Roma, nel 1968, la mostra personale a Palazzo Strozzi a Firenze.
Nel 1940 è stato invitato alla XXII edizione della Biennale di Venezia. Nel 1951 ha partecipato al Premio Michetti a Francavilla al Mare, nel 1954 al Premio Marzotto  a Valdagno e nel 1955 gli viene assegnato il Fiorino d'Oro di Firenze.
È stato negli anni 60 docente presso l'Accademia delle Belle Arti di Firenze.
Nel 2001, in occasione del centenario dalla nascita, il comune di Barberino Val d'Elsa gli ha dedicato una retrospettiva.
Barberino Val d'Elsa gli ha dedicato una piazza ed una sala comunale destinata ad eventi artistici.